# Bollingsted
Bollingsted (dansk) eller Bollingstedt (tysk) er en landsby og kommune beliggende i et skovrigt område ved Bollingsted Å nordvest for Slesvig by i Sydslesvig. Kommunen hører under Slesvig-Flensborg kreds i den nordtyske delstat Slesvig-Holsten. Den samarbejder på administrativt plan med andre kommuner i omegnen i Arns Herred kommunefællesskab (Amt Arensharde). I kirkelig henseende hører Bollingsted med Engbro og Vesterskov under Eggebæk Sogn, Gammellund under Skt. Michaelis Sogn. I den danske tid indtil 1864 hørte Eggebæk Sogn under Ugle Herred (Flensborg Amt), Michaelis Sogn under Arns Herred (Gottorp Amt).

## Geografi
I kommunen er der flere søer som Mølledammen (Mühlenteich), Gammellund Sø (Gammellunder See) syd for Gammellund og Engbro Sø (Engbrücksee) nordøst for Engbro. Gammellund Sø grænser i syd til nabokommunen Jydbæk. Øst for Engbrosøen forløber motorvejen A7 (E45), der forbinder Slesvig og Flensborg og der fortsætter nord for den dansk-tyske grænse som Sønderjyske Motorvej. Nord for Bollingsted ligger Bollingsted Mose, i nordøst Hjalm Mose, i øst Bøgmose, i syd Stenholt Skov og i vest Byskov. Grænsen til Sølvested-Esperstoft markeres gennem den lille Skelbæk (ty. Schelbek), en biflod til Bollingsted Å.

## Historie
Byen Bollingsted er første gang nævnt 1196 (Dipl. dan. 1, 3, 216). På jysk udtales landsbyen Bollengstej (Angelmål) eller Bollengste (Fjoldemål). Stednavnet henføres til mandsnavn Boling (sml. Bolungarvik i Island), der synes at komme af oldnordisk bolungr (≈træstabel) eller navnet henføres til mandsnavn Balding, der synes at komme af oldsaksisk bald (≈kæk, modig). Gammellund er første gang nævnt 1305, sammensat med gammel og lund. Engbro (≈bro ved en eng) er første gang nævnt 1648 og har fået navn efter en bro ved Bollingsted Å. 
Den nuværende kommune blev dannet 1976 ved en sammenlægning af kommunerne Bollingsted og Gammellund. Kommunen omfatter ud over byerne Bollingsted og Gammellund bebyggelserne Bollingstedlund (tysk Bollingstedtlund), Bøgholt (Beekholt), Engbro (Engbrück), en del af Gørreså/Køså (Görrisau,  den vestlige del under Sølvested), Søndermark (Süderfeld) og Vesterskov (Westerschau).